# جائزة المكسيك الكبرى 1963
جائزة المكسيك الكبرى 1963 هو سباق فورمولا 1 أقيم بتاريخ 27 أكتوبر 1963 في مدينة مكسيكو. كان التاسع من أصل 10 في بطولة العالم لسباقات الفورمولا واحد موسم 1963. حلّ البريطاني جيم كلارك أولا بينما جاء الأسترالي جاك برابهام في المركز الثاني وحصل على المركز الثالث الأمريكي ريتشي جينثر.